# Varekai

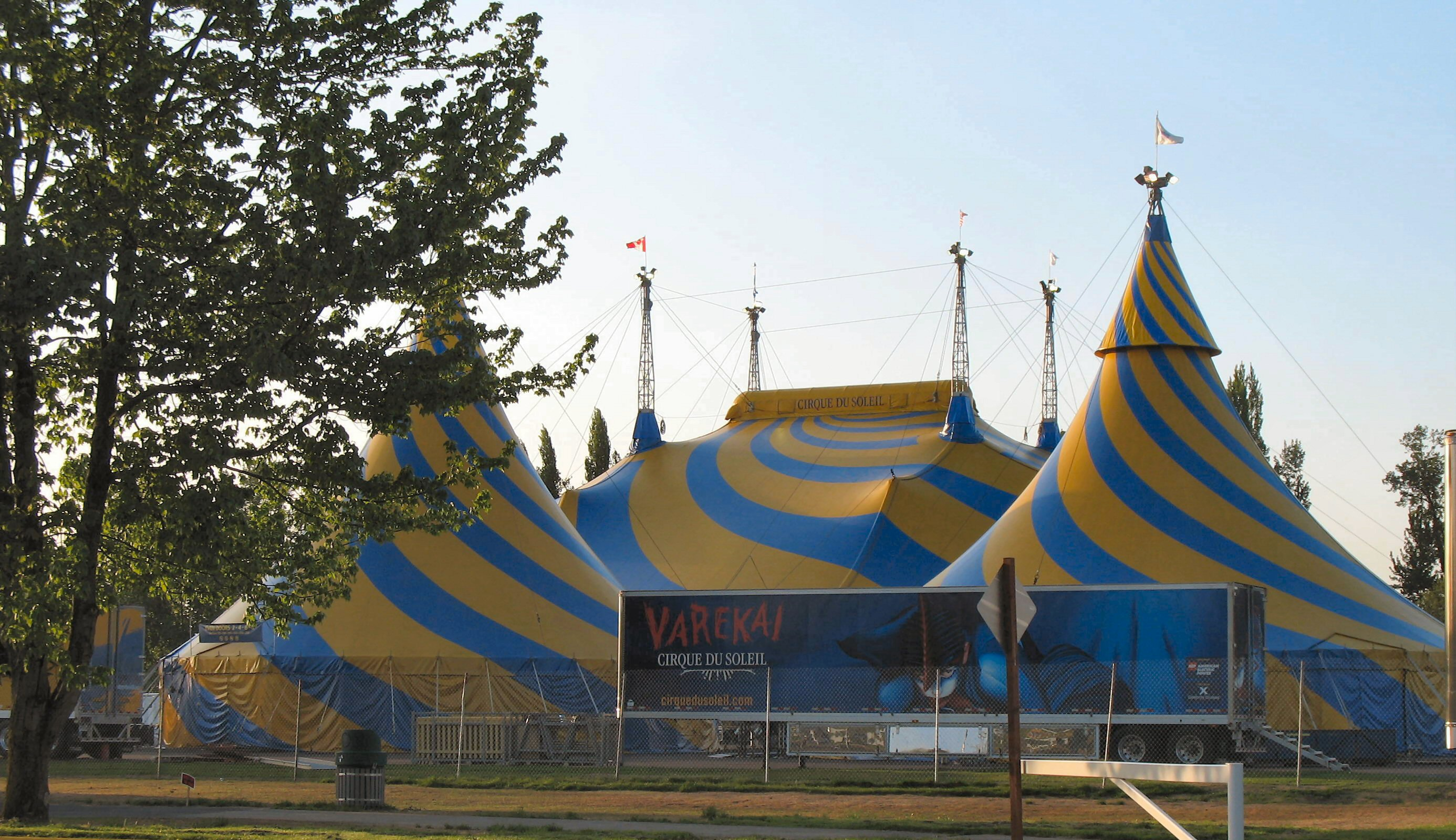
Carpa de Varekai

Varekai fue un espectáculo del Cirque du Soleil que fue estrenado en Montreal el 2002. Su título significa literalmente "en cualquier lugar" en la lengua romaní, y el show es un tributo "acrobático al espíritu nómada".
La trama está basada libremente en el mito griego de Ícaro, al que se le derriten sus alas después de volar demasiado cerca del sol. En lugar de ahogarse en el mar, en Varekai, Icarus aterriza en las tierras de un frondoso bosque, en el que las criaturas le enseñarán a volar de nuevo.

## Tour

### Estados Unidos
- Bossier City, LA - Del 13 de diciembre de 2013 al 14 de diciembre de 2013

### Canadá
- Montreal, QC - Del 20 de diciembre de 2013 al 30 de diciembre de 2013
- Kingston, ON - Del 17 de enero de 2014 al 20 de enero de 2014
- Windsor, ON - Del 23 de enero de 2014 al 26 de enero de 2014
- Hamilton, ON - Del 29 de enero de 2014 al 2 de febrero de 2014

### Estados Unidos
- Detroit, MI - Del 5 de febrero de 2014 al 9 de febrero de 2014
- Youngstown, OH - Del 12 de febrero de 2014 al 16 de febrero de 2014
- Frisco (Área de Dallas), TX - Del

'
- Beaumont, TX - Del 5 de marzo de 2014 al 9 de marzo de 2014
- Baton Rouge, LA - Del 12 de marzo de 2014 al 16 de marzo de 2014
- Pensacola, FL - Del 19 de marzo de 2014 al 23 de marzo de 2014
- Pittsburgh, PA - Del 27 de marzo de 2014 al 30 de marzo de 2014
- East Lansing, MI - Del 2 de abril de 2014 al 6 de abril de 2014
- Knoxville, TN - Del 9 de abril de 2014 al 13 de abril de 2014
- Loveland, CO - Del 1° de mayo de 2014 al 4 de mayo de 2014
- Broomfield, CO - Del 7 de mayo de 2014 al 11 de mayo de 2014
- Kansas City, MO - Próximamente

### Canadá
- Oshawa, ON - Del 21 de mayo de 2014 al 25 de mayo de 2014
- Londres, ON - Del 28 de mayo de 2014 al 1º de junio de 2014

### Estados Unidos
- Bridgeport, CT - Próximamente
- Hartfort, CT - Próximamente
- Bangor, ME - Del 18 de junio de 2014 al 22 de junio de 2014
- Manchester, MH - Del 25 de junio de 2014 al 29 de junio de 2014
- Providence, RI - Del 1° de julio de 2014 al 6 de julio de 2014
- Indianápolis, IN - Del 24 de julio al 27 de julio de 2014

## El Show

### Sobre el espectáculo
En un bosque lejano, en la cima de un volcán, existe un mundo extraordinario. Un mundo donde todo es posible. Un mundo llamado Varekai.
La historia de Varekai empieza cuando un joven cae del cielo en medio de un bosque misterioso y mágico, en un lugar fabuloso donde viven criaturas fantásticas. El joven se lanza a una aventura absurda y extraordinaria. Ese día, en ese lugar lejano donde todo es posible, empieza el encanto de una nueva vida.
La palabra ‘varekai’ significa ‘en cualquier lugar’ en lengua romaní, la lengua de los eternos nómadas. Varekai es un homenaje al espíritu nómada, al alma y al arte de la tradición del circo así como a la infinita pasión de los que buscan el camino que lleva a Varekai.

### Números
- El vuelo de ícaro

Con agilidad, maestría y sensibilidad, el Ícaro realiza sorprendentes vuelos en picada y contorsiones en la red que le mantiene cautivo.
- Juegos icarianos

Los Juegos Icarianos, una antigua disciplina de las artes circenses prácticamente desaparecida en la cultura circense contemporánea de hoy, regresa a la pista central. Los miembros de una misma familia suelen presentar este número muy arraigado en la tradición. Como tributo a esta tradición, los Icarianos junto con otros acróbatas encarnan esta espectacular exhibición de malabarismos humanos. El cuerpo humano se convierte en catapulta y recogedor en un número elaborado, explosivo y con gran carga coreográfica que requiere fortaleza, equilibrio y agilidad.
- Meteoros de agua

Tres jóvenes acróbatas hacen girar, por encima de sus cabezas y a gran altura, unas cuerdas con unos meteoros de metal en los extremos. Manejando sus cuerdas con una agilidad fuera de lo común, realizan además unas figuras acrobáticas increíbles.
- Triple trapecio

Desde lo alto de su trapecio, cuatro mujeres jóvenes realizarán una serie de movimientos acrobáticos impresionantes, haciendo gala de gracia, sensualidad y de una sincronización impecable.
- Danza georgiana

Este número se inspira en la larga tradición de resistencia de los georgianos ante los diferentes invasores a los que debieron enfrentarse con el paso de los siglos. Los movimientos de los bailarines evocan los combates librados por los georgianos contra las potencias vecinas deseosas de conquistar su territorio. Un número de resistencia, precisión y una pequeña dosis de frenesí.
- Superficie deslizante

Sobre una superficie deslizante especial, los artistas se impulsan, se cruzan entre sí, se lanzan y se atrapan para crear la ilusión de patinar.
- Aro aéreo

Suspendida a gran altura sobre el escenario o volando por los aires sobre su aro, una joven realiza una serie de ejercicios haciendo gala de su flexibilidad y fortaleza.
- Solo sobre Muletas

Como una marioneta articulada, el artista encaramado sobre unas muletas se tambalea en una danza emocionante.
- Correas aéreas

Dos acróbatas colgados de las muñecas se deslizan con elegancia por encima del escenario, realizando unas piruetas acrobáticas originales en un alarde sincronizado de precisión y potencia. Con una correa doble, los dos artistas se funden en uno en pleno vuelo para realizar una serie de ejercicios acrobáticos impresionantes.
- Malabares

Un virtuoso de los malabarismos manipula bolos, pelotas de fútbol, sombreros y pelotas de ping pong con las manos, los pies, la cabeza e incluso la boca.
- Equilibrio sobre bastones

La gracia, fortaleza y flexibilidad resultan sorprendentes, mientras mantiene el equilibrio sobre una serie de varas estratégicamente ubicadas. Apoyada sobre las manos o los pies, se contorsiona sobre las varas para mantener un equilibrio delicado.
- Columpios rusos

Impulsados por dos trapecios rusos, los acróbatas se lanzan por los aires hasta aterrizar sobre las muñecas cruzadas de sus compañeros o sobre una tela de seguridad. Los acróbatas, con sus hazañas de audacia sin igual, se atreven incluso a planear de un trapecio en movimiento a otro.

### Personajes
- Ícaro

Inocente... vulnerable, se encuentra herido en un mundo desconocido. Su deseo de vivir y vencer sus miedos le impulsará a superarse y a volver a nacer.
- La Prometida

Una criatura exótica que hechiza a Ícaro con su belleza y sensualidad. Se convertirá en la luz que le guiará y él, a su vez, será el catalizador de su metamorfosis.
- El Guía

Tostado y ajado por el sol de varios siglos, es como un bisabuelo amable, frágil y simpático: un anciano sabio cuya misión consiste en inspirar y provocar el cambio. 
- El Vigía

Científico loco e inventor ingenioso, coleccionista de los recuerdos del mundo e intérprete de señales, éste es un hombre que recibe señales, transforma los sonidos y alerta sobre dificultades y tribulaciones futuras. Vive apostado en su nido-laboratorio.

### Video y música
"Uno sueña que el mundo nos inundará de belleza. Uno sueña que un bosque de magia abrazará todas nuestras esperanzas. Uno sueña que la música nos ofrecerá vértigo y un gusto por la libertad, en cualquier lugar… ¡VAREKAI!"
Descubra VAREKAI, el CD de música inspirado en el espectáculo en vivo.
Una banda sonora que recoge parte del vasto repertorio de música del mundo donde cada pieza parece evocar una reunión o yuxtaposición de distintas culturas. Una combinación de sonidos del ritual hawaiano, canciones de trovadores del siglo XI del sur de Francia, melodías tradicionales armenias y música gospel con arreglos contemporáneos que conjuran el universo musical exclusivo de VAREKAI. "
1. Aureus
2. Rain One
3. Le Reveur
4. Vocea
5. Moon Licht
6. Rubeus
7. Patzivota
8. El Péndulo
9. Gitans
10. Kero Hireyo
11. Infinitus
12. Lubia Dobarstan
13. Emballa
14. Oscillum
15. Funambul
16. Resolution

### Creadores
- Guy Laliberté - Guía
- Dominic Champagne - Escritor y director
- Andrew Watson - Director de creación
- Estéphane Roy - Escenógrafo
- Eiko Ishioka - Diseñadora de vestuario
- Violaine Corradi - Compositora
- Michael Montanaro - Coreógrafo
- Bill Shannon - Coreógrafo
- Jaque Paquín - Diseñador de rigging
- Nol van Genuchten - Diseñador de iluminación
- François Bergeron - Diseñador de sonido
- Francis Laporte - Diseñador de proyecciones
- Cahal McCrystal - Creador de los números de payasos
- André Simard - Creador de números aéreos
- Natalie Gagné - Diseñadora de maquillaje